# Hyboella longinota
Hyboella longinota är en insektsart som beskrevs av Zheng, Z. och G. Jiang 2002. Hyboella longinota ingår i släktet Hyboella och familjen torngräshoppor. Inga underarter finns listade i Catalogue of Life.